# Lecanora verrucariicola
Lecanora verrucariicola är en lavart som beskrevs av B. D. Ryan. Lecanora verrucariicola ingår i släktet Lecanora och familjen Lecanoraceae.   Inga underarter finns listade i Catalogue of Life.